# Roda de Eresma
Roda de Eresma – gmina w Hiszpanii, w prowincji Segowia, w Kastylii i León, o powierzchni 9,96 km². W 2011 roku gmina liczyła 216 mieszkańców.